# N-connexité
Pour les articles homonymes, voir Connexité.
Dans le domaine mathématique de la topologie algébrique et plus précisément en théorie de l'homotopie, la n-connexité est une généralisation de la connexité par arcs (cas n = 0) et de la connexité simple (cas n = 1) : un espace topologique est dit n-connexe si son homotopie est triviale jusqu'au degré n et une application continue est n-connexe si elle induit des isomorphismes en homotopie « presque » jusqu'au degré n.

## Espacen-connexe
Pour tout entier naturel n, un espace X est dit n-connexe s'il est connexe par arcs et si ses n premiers groupes d'homotopie πk(X) (0 < k ≤ n) sont triviaux. (La connexité par arcs se traduit par le fait que l'ensemble π0(X) – qui n'est pas un groupe en général – est, lui aussi, un singleton.)

## Applicationn-connexe
Une application continue f : X → Y est dite n-connexe si l'application πk(f) : πk(X) → πk(Y) est bijective pour tout k < n et surjective pour k = n (pour tout choix d'un point base dans X).